# NGC 868
NGC 868 je galaksija u zviježđu Kit.

## Vanjske poveznice
- SEDS: NGC 868